# Command

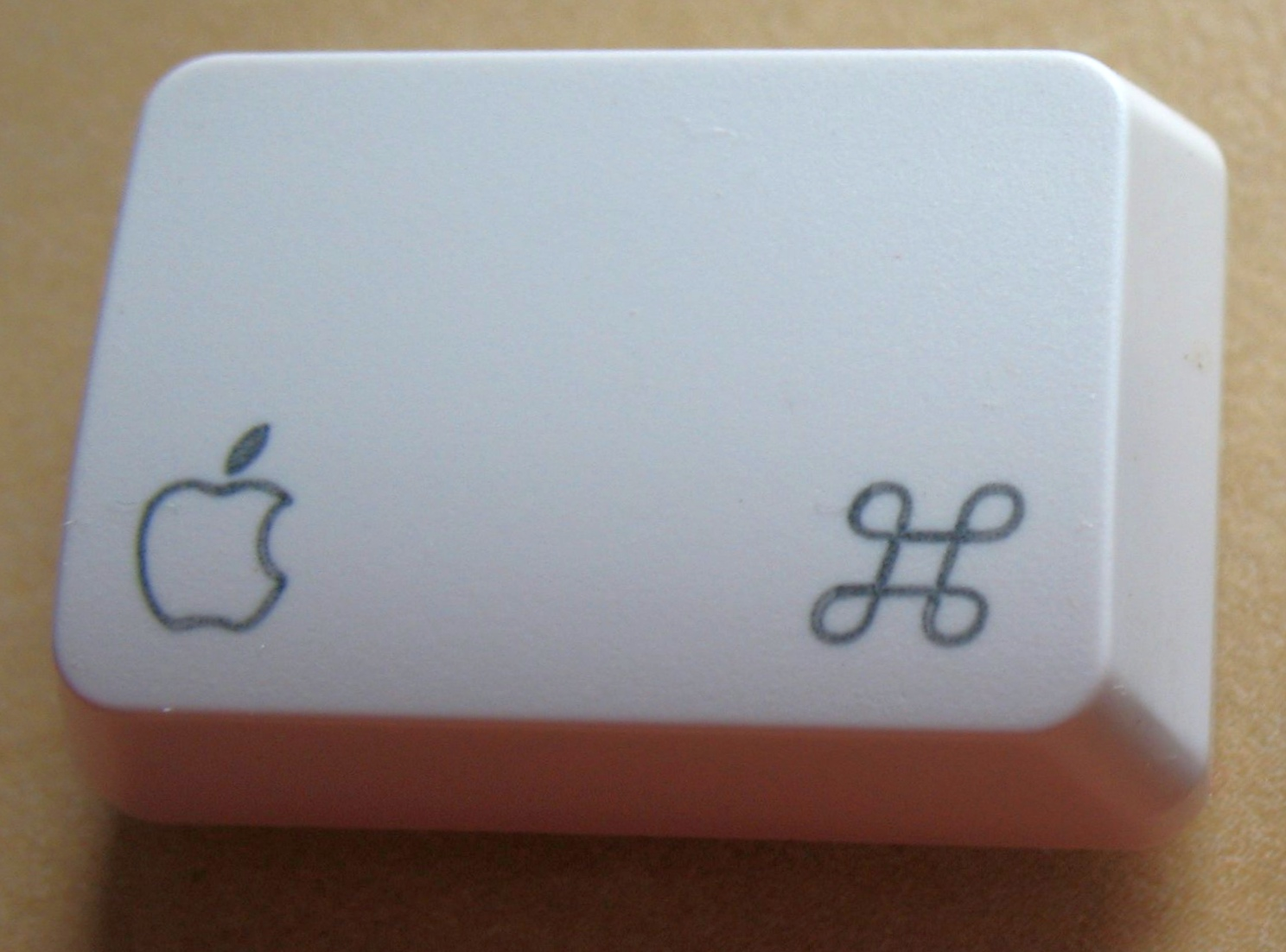
Command (Apple)-toets

Command (soms afgekort Cmd, maar meestal met het teken ⌘, U+2318) is een toets op het toetsenbord van Apple Macintosh-computers. De functie van de toets is dat als deze in combinatie met een andere toets wordt ingedrukt, een bepaalde opdracht (command in het Engels) wordt uitgevoerd; hierin is hij vergelijkbaar met de Control-toets op veel andere computers.

## Geschiedenis
De Command-toets heeft zijn oorsprong in de Apple-toetsen die op onder meer de Apple II-computers zaten. Deze toetsen waren voorzien van een "open" en een "dicht" Apple-logo (vandaar de naam), en werden gebruikt als sneltoetsen om bepaalde functies van de computer aan te roepen. Bij de introductie van de Macintosh, met z'n grafische gebruikersomgeving, werd de naam van de toets veranderd in Command en werd het symbool ⌘ naast het Apple-logo geplaatst, zodat de menu's niet vol Apple-logo's zouden staan. Pas bij de introductie van een nieuw toetsenbord-ontwerp in 2007 verdween het Apple-logo van de toets en stond alleen nog het ⌘-teken op de toets. In het dagelijks gebruik wordt de toets ook vaak nog de "Apple-toets" of "het appeltje" genoemd.

## Voorbeelden
De volgende toetscombinaties kunnen bijna universeel in programma's onder Mac OS X gebruikt worden; de meeste werken ook in eerdere versies van Mac OS:
- ⌘A: Selecteer alles
- ⌘C: Kopieer (Copy)
- ⌘F: Zoek (Find)
- ⌘G: Zoek volgende
- ⌘H: Verberg venster ("Hide")
- ⌘M: Minimaliseer venster
- ⌘N: Nieuw (b.v. een nieuw bestand maken)
- ⌘O: Open
- ⌘P: Druk af (Print)
- ⌘Q: Stop programma (Quit)
- ⌘S: Bewaar (Save)
- ⌘V: Plak
- ⌘W: Sluit venster
- ⌘X: Knip
- ⌘Z: Herstel
- ⌘, (komma): Voorkeuren
- ⌘? (vraagteken): Help

Deze toetscombinaties werken niet in programma's voor Microsoft Windows of Unix, omdat die geen Command-toets kennen. Bij Windows wordt meestal de Ctrl-toets gebruikt en bij Unix-besturingssystemen verschilt dit per besturingssysteem.

## Op andere toetsenborden
Wanneer een toetsenbord van een andere fabrikant dan Apple op een Macintoshcomputer wordt aangesloten, probeert Mac OS X een andere toets te gebruiken dan de Command-toets. Op een toetsenbord voor Windows zal de Windows-toets als Command-toets gebruikt worden. Met een toetsenbord van Sun Microsystems wordt de meta-toets (◆) hiervoor gebruikt.